# La Tour-du-Crieu
Pour les articles homonymes, voir La Tour.
La Tour-du-Crieu est une commune française, située dans le département de l'Ariège en région Occitanie,. Sur le plan historique et culturel, la commune fait partie du pays de l'Aguanaguès ou plaine d'Ariège, parfois appelé basse Ariège, ou piémont ariégeois.
Exposée à un climat océanique altéré, elle est drainée par le Crieu, l'Estaut, le ruisseau de la Galage, le ruisseau de l'Egassier et par deux autres cours d'eau. La commune possède un patrimoine naturel remarquable composé de deux zones naturelles d'intérêt écologique, faunistique et floristique.
La Tour-du-Crieu est une commune urbaine qui compte 3 268 habitants en 2022, après avoir connu une forte hausse de la population depuis 1975. Elle appartient à l'unité urbaine de La Tour-du-Crieu et fait partie de l'aire d'attraction de Pamiers. Ses habitants sont appelés les Critouriens ou Critouriennes.

## Géographie

### Localisation
La commune de La Tour-du-Crieu se trouve dans le département de l'Ariège, en région Occitanie.
Sur le plan historique et culturel, La Tour-du-Crieu fait partie du pays de l'Aguanaguès ou plaine d'Ariège, parfois appelé basse Ariège, ou piémont ariégeois. Ce pays, dont l'origine remonte probablement à l'époque carolingienne s'applique à la plaine de Pamiers et, par extension, à celle de Saverdun.
Elle se situe à 16 km à vol d'oiseau de Foix, préfecture du département, et à 4 km de Pamiers, sous-préfecture.
Les communes les plus proches sont : 
Verniolle (2,5 km), Saint-Jean-du-Falga (2,9 km), Pamiers (3,8 km), Benagues (4,6 km), Coussa (4,9 km), Ludiès (5,2 km), Le Carlaret (5,3 km), Les Pujols (5,5 km).
La Tour-du-Crieu est limitrophe de cinq autres communes.
|         | Le Carlaret      |              |
| Pamiers | La Tour-du-Crieu | Saint-Amadou |
|         | Verniolle        | Les Pujols   |

### Géologie et relief
La commune est située dans les Pyrénées, une chaîne montagneuse jeune, érigée durant l'ère tertiaire (il y a 40 millions d'années environ), en même temps que les Alpes. Les terrains affleurants sur le territoire communal sont constitués de roches sédimentaires datant du Cénozoïque, l'ère géologique la plus récente sur l'échelle des temps géologiques, débutant il y a 66 millions d'années. La structure détaillée des couches affleurantes est décrite dans la feuille « n°1057 - Pamiers » de la carte géologique harmonisée au 1/50 000ème du département de l'Ariège, et sa notice associée.
La superficie cadastrale de la commune publiée par l’Insee, qui sert de références dans toutes les statistiques, est de 10,28 km2,. La superficie géographique, issue de la BD Topo, composante du Référentiel à grande échelle produit par l'IGN, est quant à elle de 10,39 km2. Son relief est relativement plat puisque la dénivelée maximale atteint 44 mètres. L'altitude du territoire varie entre 297 m et 341 m.

### Hydrographie

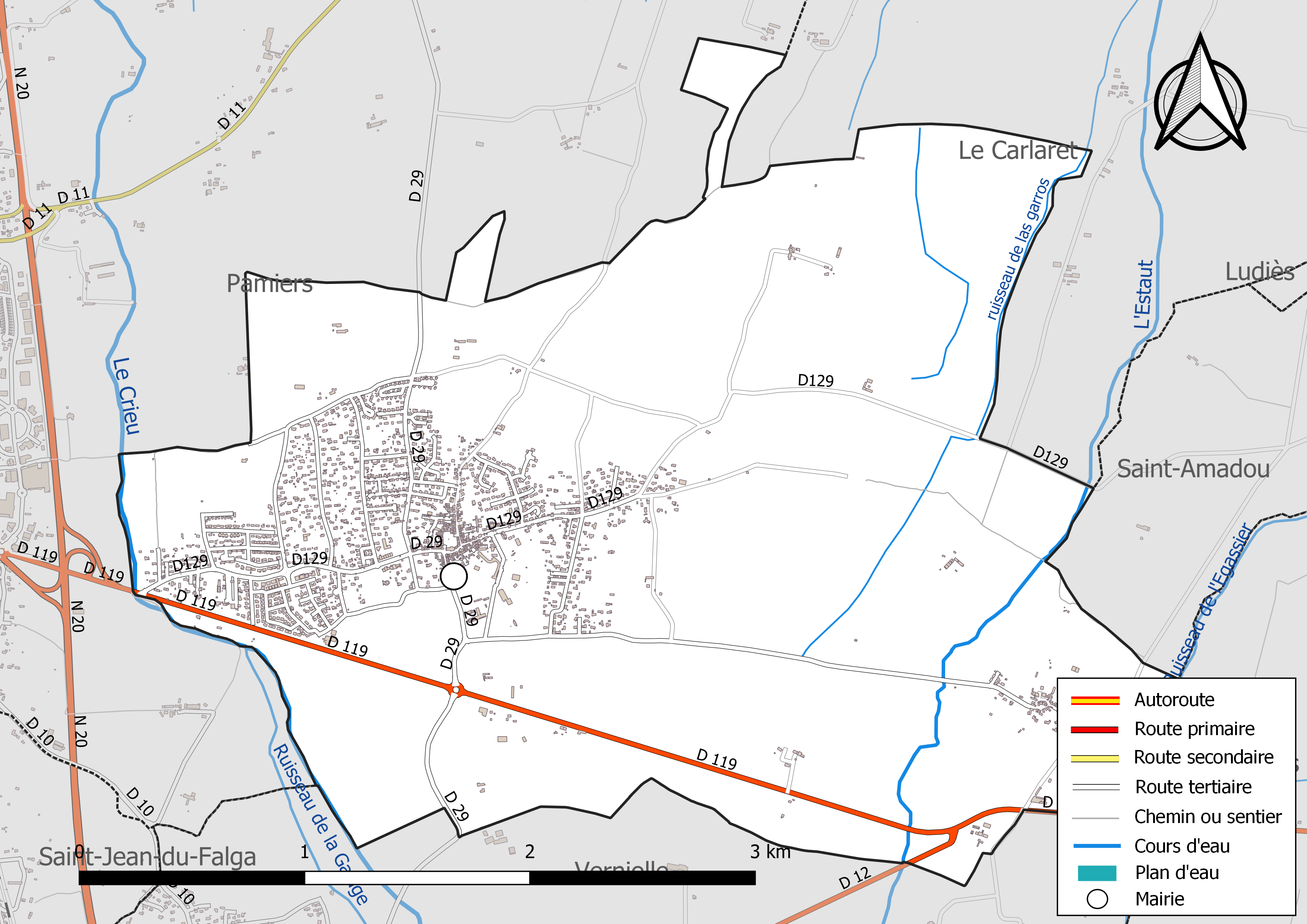
Réseaux hydrographique et routier de la Tour-du-Crieu.

La commune est dans le bassin versant de la Garonne, au sein du bassin hydrographique Adour-Garonne. Elle est drainée par le Crieu, l'Estaut, le ruisseau de la Galage, le ruisseau de l'Egassier, le ruisseau de las garros et par un petit cours d'eau, constituant un réseau hydrographique de 7 km de longueur totale,.
Le Crieu, d'une longueur totale de 34,8 km, prend sa source dans la commune de Ventenac et s'écoule du sud vers le nord. Il traverse la commune et se jette dans l'Ariège à Saverdun, après avoir traversé 14 communes.
L'Estaut, d'une longueur totale de 19,5 km, prend sa source dans la commune de Coussa et s'écoule du sud vers le nord. Il traverse la commune et se jette dans l'Hers-Vif à Belpech, après avoir traversé 11 communes.

### Climat
Pour des articles plus généraux, voir Climat de l'Occitanie et Climat de l'Ariège.
En 2010, le climat de la commune est de type climat du Bassin du Sud-Ouest, selon une étude s'appuyant sur une série de données couvrant la période 1971-2000. En 2020, Météo-France publie une typologie des climats de la France métropolitaine dans laquelle la commune est exposée à un climat de montagne et est dans la région climatique Pyrénées centrales, caractérisée par une pluviométrie annuelle de 1 000 à 1 200 mm.
Pour la période 1971-2000, la température annuelle moyenne est de 12,8 °C, avec une amplitude thermique annuelle de 15,8 °C. Le cumul annuel moyen de précipitations est de 764 mm, avec 9,1 jours de précipitations en janvier et 5,7 jours en juillet. Pour la période 1991-2020, la température moyenne annuelle observée sur la station météorologique la plus proche, située sur la commune de Montaut à 9 km à vol d'oiseau, est de 13,7 °C et le cumul annuel moyen de précipitations est de 677,1 mm,. Pour l'avenir, les paramètres climatiques de la commune estimés pour 2050 selon différents scénarios d'émission de gaz à effet de serre sont consultables sur un site dédié publié par Météo-France en novembre 2022.

### Milieux naturels et biodiversité
L’inventaire des zones naturelles d'intérêt écologique, faunistique et floristique (ZNIEFF) a pour objectif de réaliser une couverture des zones les plus intéressantes sur le plan écologique, essentiellement dans la perspective d’améliorer la connaissance du patrimoine naturel national et de fournir aux différents décideurs un outil d’aide à la prise en compte de l’environnement dans l’aménagement du territoire.
Une ZNIEFF de type 1 est recensée sur la commune :
les « bosquets de Las Garros à La Pradasse et aérodrome de Pamiers-les-Pujols » (174 ha), couvrant 5 communes du département et une ZNIEFF de type 2, : 
les « basse plaine de l'Ariège et de l'Hers » (7 048 ha), couvrant 14 communes dont 13 dans l'Ariège et 1 dans la Haute-Garonne.

Carte des ZNIEFF de type 1 et 2 à La Tour-du-Crieu.
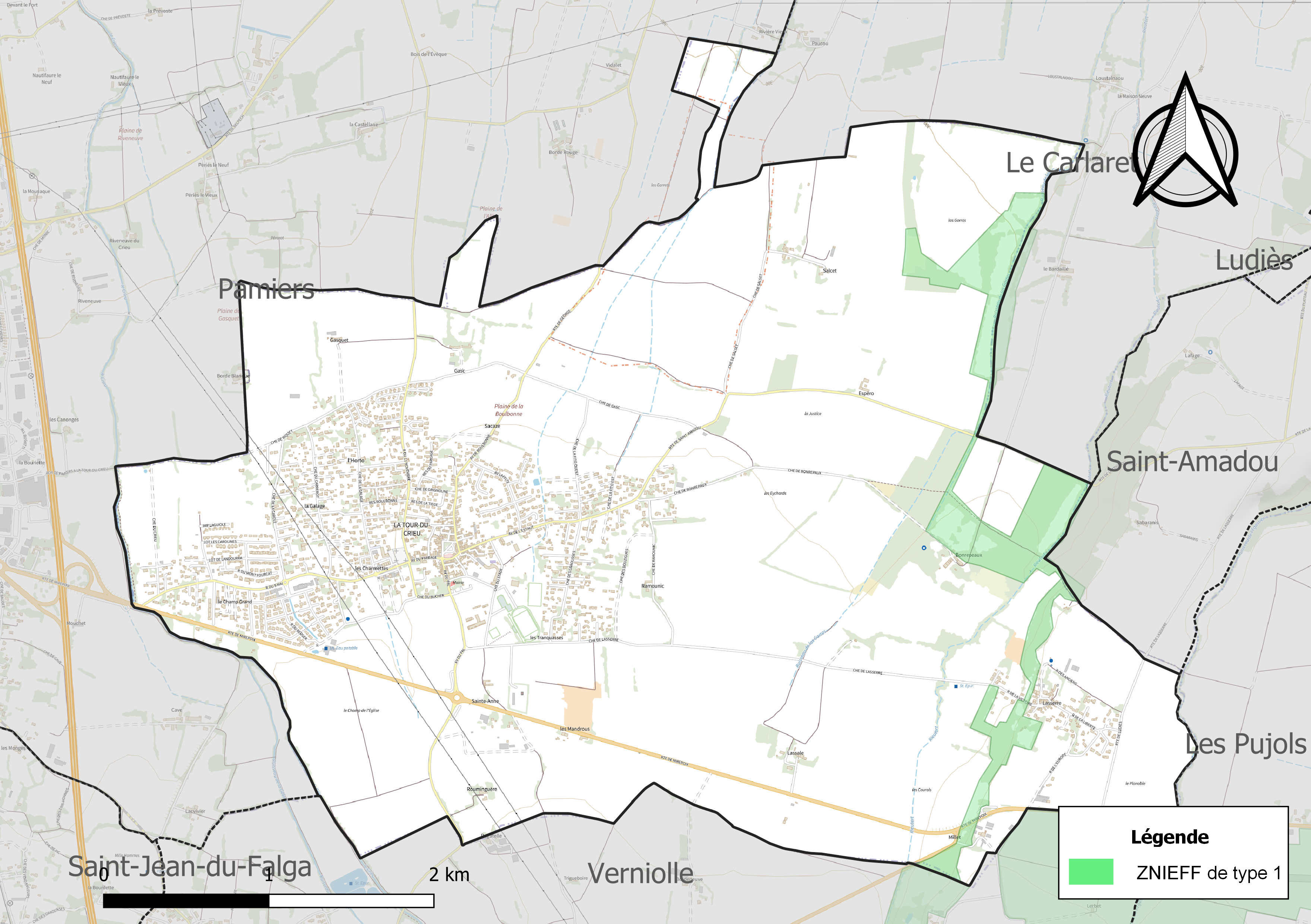
Carte de la ZNIEFF de type 1 sur la commune.
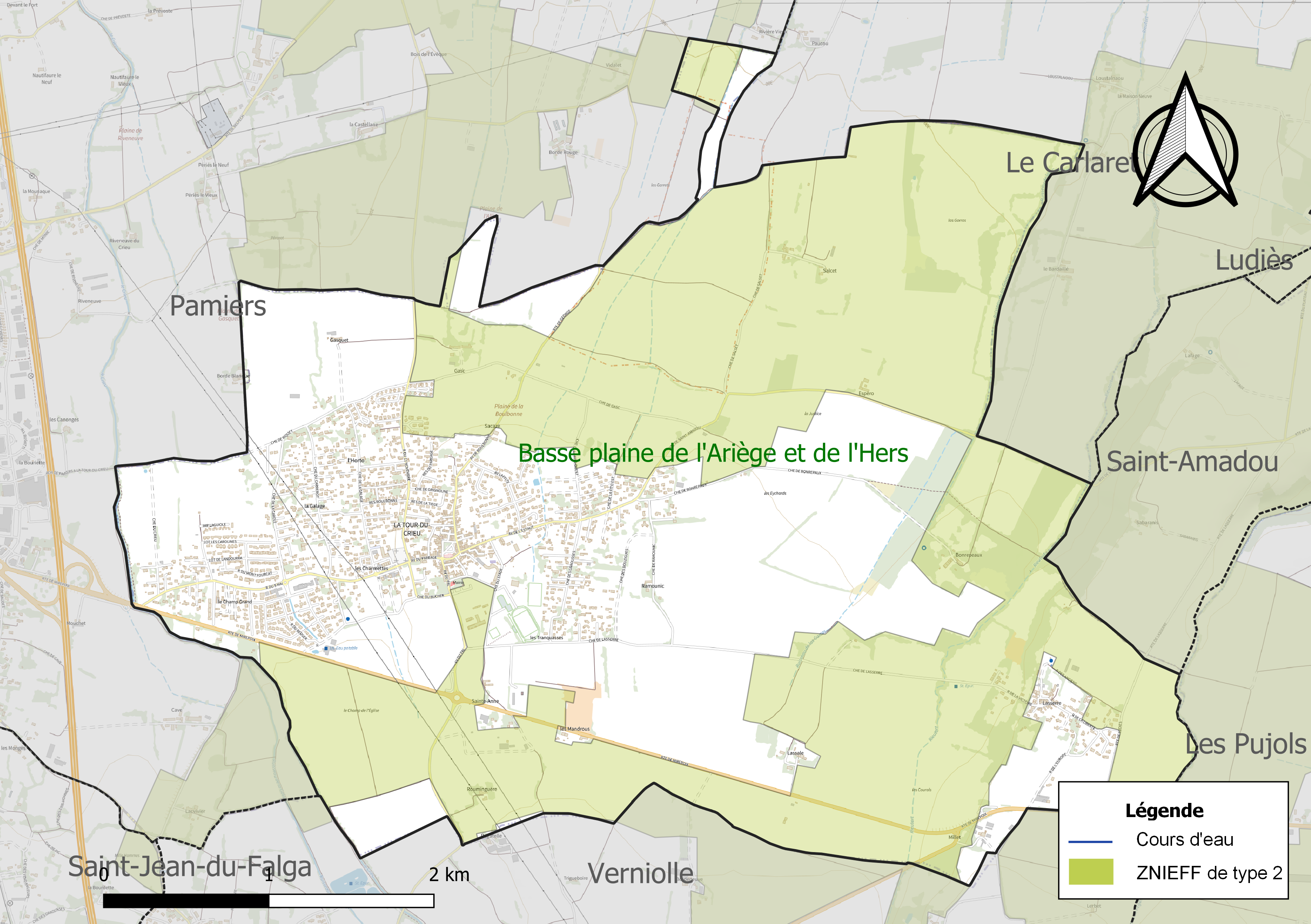
Carte de la ZNIEFF de type 2 sur la commune.

## Urbanisme

### Typologie
Au 1er janvier 2024, La Tour-du-Crieu est catégorisée ceinture urbaine, selon la nouvelle grille communale de densité à 7 niveaux définie par l'Insee en 2022.
Elle appartient à l'unité urbaine de La Tour-du-Crieu, une unité urbaine monocommunale constituant une ville isolée,. Par ailleurs la commune fait partie de l'aire d'attraction de Pamiers, dont elle est une commune de la couronne,. Cette aire, qui regroupe 52 communes, est catégorisée dans les aires de moins de 50 000 habitants,.

### Occupation des sols

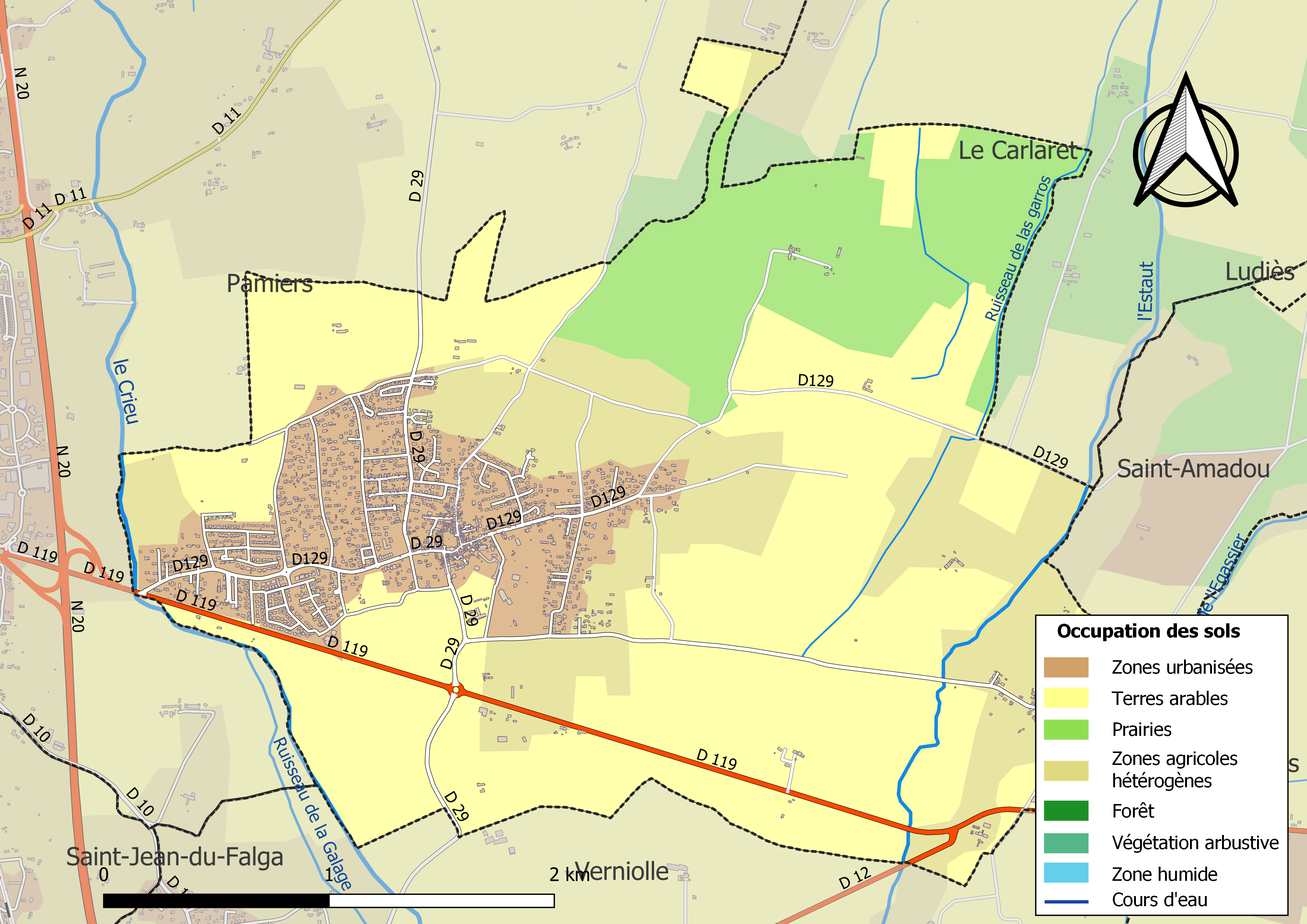
Carte des infrastructures et de l'occupation des sols de la commune en 2018 (CLC).

L'occupation des sols de la commune, telle qu'elle ressort de la base de données européenne d’occupation biophysique des sols Corine Land Cover (CLC), est marquée par l'importance des territoires agricoles (85,1 % en 2018), en diminution par rapport à 1990 (90,4 %). La répartition détaillée en 2018 est la suivante : 
terres arables (50,1 %), zones agricoles hétérogènes (20,6 %), zones urbanisées (14,9 %), prairies (14,3 %). L'évolution de l’occupation des sols de la commune et de ses infrastructures peut être observée sur les différentes représentations cartographiques du territoire : la carte de Cassini (XVIIIe siècle), la carte d'état-major (1820-1866) et les cartes ou photos aériennes de l'IGN pour la période actuelle (1950 à aujourd'hui).

### Habitat et logement
En 2018, le nombre total de logements dans la commune était de 1 408, alors qu'il était de 1 291 en 2013 et de 1 059 en 2008.
Parmi ces logements, 94,6 % étaient des résidences principales, 0,8 % des résidences secondaires et 4,6 % des logements vacants. Ces logements étaient pour 93,6 % d'entre eux des maisons individuelles et pour 6,2 % des appartements.
Le tableau ci-dessous présente la typologie des logements à La Tour-du-Crieu en 2018 en comparaison avec celle de l'Ariège et de la France entière. Une caractéristique marquante du parc de logements est ainsi une proportion de résidences secondaires et logements occasionnels (0,8 %) inférieure à celle du département (24,6 %) mais supérieure à celle de la France entière (9,7 %). Concernant le statut d'occupation de ces logements, 72,7 % des habitants de la commune sont propriétaires de leur logement (72,1 % en 2013), contre 66,3 % pour l'Ariège et 57,5 % pour la France entière.
| Typologie                                               | La Tour-du-Crieu | Ariège | France entière |
| ------------------------------------------------------- | ---------------- | ------ | -------------- |
| Résidences principales (en %)                           | 94,6             | 65,7   | 82,1           |
| Résidences secondaires et logements occasionnels (en %) | 0,8              | 24,6   | 9,7            |
| Logements vacants (en %)                                | 4,6              | 9,7    | 8,2            |

### Voies de communication et transports
Proche de la N 20 et de l'A66, La Tour-du-Crieu est au croisement des départementales D 129 (entre Pamiers à l'ouest et Saint-Amadou à l'est) et D 29 (avec Villeneuve-du-Paréage au nord et Verniolle au sud). La commune est également traversée par l'ancienne route nationale 119 qui relie Pamiers à Carcassonne via Mirepoix.

### Risques majeurs
Le territoire de la commune de Tour-du-Crieu est vulnérable à différents aléas naturels : inondations, climatiques (grand froid ou canicule), mouvements de terrains et séisme (sismicité faible). Il est également exposé à un risque technologique, le transport de matières dangereuses,.

#### Risques naturels

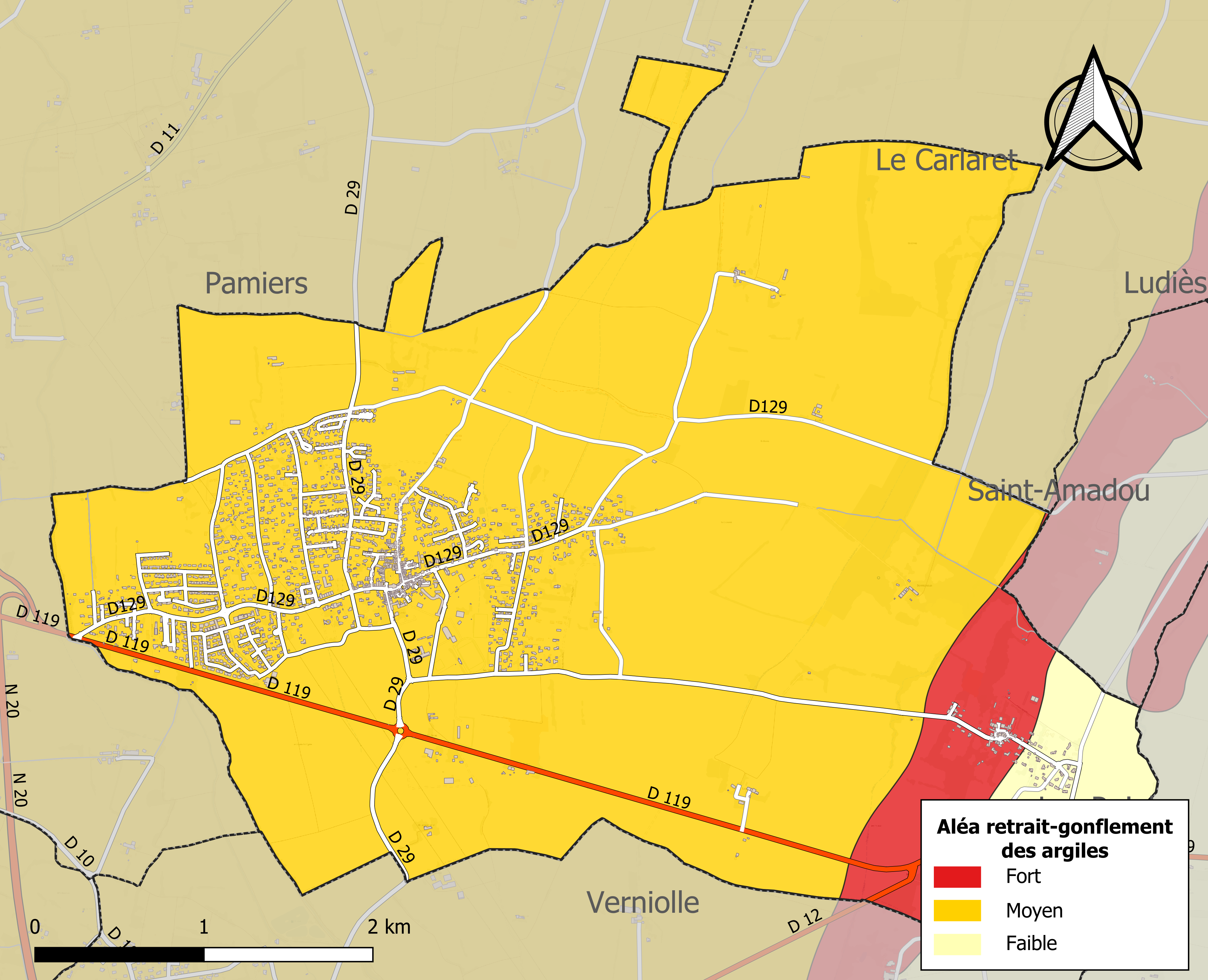
Zonage de l'aléa retrait-gonflement des argiles sur la commune de Tour-du-Crieu.

Certaines parties du territoire communal sont susceptibles d’être affectées par le risque d’inondation par débordement d'un cours d'eau, ou ruissellement d'un versant.
Les mouvements de terrains susceptibles de se produire sur la commune sont soit des glissements de terrains soit des mouvements liés au retrait-gonflement des argiles. Près de 50 % de la superficie du département est concernée par l'aléa retrait-gonflement des argiles, dont la commune de Tour-du-Crieu. L'inventaire national des cavités souterraines permet par ailleurs de localiser celles situées sur la commune.
Près de 50 % de la superficie du département est concernée par l'aléa retrait-gonflement des argiles, dont la commune de Tour-du-Crieu. L'inventaire national des cavités souterraines permet par ailleurs de localiser celles situées sur la commune.

#### Risques technologiques
Le risque de transport de matières dangereuses par une infrastructure routière ou ferroviaire ou par une canalisation de transport de gaz concerne la commune. Un accident se produisant sur une telle infrastructure est en effet susceptible d’avoir des effets graves au bâti ou aux personnes jusqu’à 350 m, selon la nature du matériau transporté. Des dispositions d’urbanisme peuvent être préconisées en conséquence.

## Histoire

### L'ancien nom du village
Le nom actuel du village a été donné par décret le 15 octobre 1915 (sous Raymond Poincaré), après délibération du conseil municipal du 16 août 1914, en remplacement du nom Les Allemans. Ce changement opéré en pleine Première Guerre mondiale s'inscrit dans le vif ressentiment à l'égard de l'ennemi voisin. Sur l'origine de ce nom, bien qu'aucun texte ne semble justifier cette version, on[Qui ?] raconte que Simon IV de Montfort, lors de la croisade des Albigeois, comptait dans ses troupes des mercenaires allemands. Ceux-ci, vers 1209, vinrent s'installer près du Crieu et y fondèrent une communauté appelée « Alamani ».
Selon une autre explication, manquant également de confirmation écrite, il s'agirait de commerçants allemands qui s'étaient établis non loin de Pamiers afin de faire le commerce du fer.[réf. nécessaire]
La Tour-du-Crieu s’est aussi appelé « Saint-Paul du Crieu », saint Paul étant le saint patron du village.

### Une fondation liée à l'abbaye Saint-Antonin de Pamiers
La première mention du village des Allemans est faite dans la liste des possessions de l'abbaye de Saint-Antonin de Pamiers, en 1249 (sous le pape Grégoire IX). La mention des Allemans n'étant pas faite dans le même type de liste en 1215 (sous Innocent III), on peut aisément dater la fondation officielle du village entre ces deux dates.
En 1295, Pamiers est érigé en évêché. Les Allemans devient alors propriété de l'abbaye Saint-Antonin (tout comme Villeneuve-du-Paréage et Saint-Amadou). Après le siège de Pamiers (aux alentours de 1250), un château fort est érigé, prenant le nom de palais épiscopal.

### Une possession disputée
Les Allemans et les territoires alentour font l'objet de contestations pendant près de quatre siècles de la création du paréage des Allemans en 1308 jusqu'à l'établissement du cadastre par Napoléon Ier.
Le 29 juin 1308 est conclu un paréage entre le roi Philippe IV et Bernard Saisset, alors évêque de Pamiers. Ce paréage, appelé "pariage des Allemans" ("Alamanis" dans le texte latin) forme une viguerie royale qui comprend une bonne quantité de villages alentour. Ainsi, le château et le village sont en Languedoc et dépendent de la sénéchaussée de Carcassonne (dépendance encore attestée en 1443). On établit le siège de la justice dans le village des Allemans.
Les bois de Boulbonne qui entourent Les Allemans sont en copropriété entre le comte de Foix, la ville et l'évêque de Pamiers, les abbés de Saint-Antonin et de Boulbonne. On notera la présence des forêts et des terres agricoles de Boulbonne dans le livre terrier de 1776.
La commune de La Tour-du-Crieu faisait partie de l’arrondissement de Pamiers en 1801, puis passe à celui de Foix en 1926, enfin dans celui de Pamiers en 1942.

### L'Inquisition

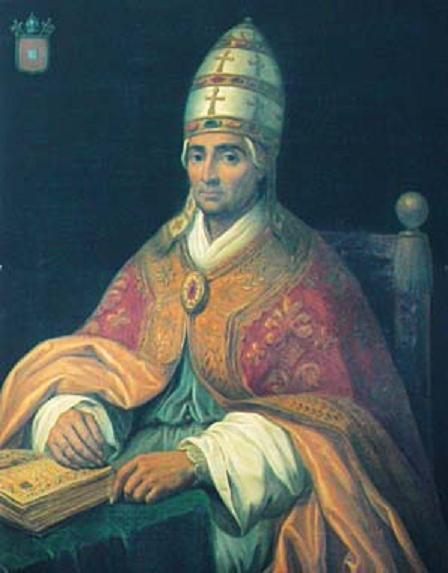
Le pape Benoît XII, ancien évêque de Pamiers

Le fait le plus marquant de l'histoire des Allemans est la présence en ses murs du tribunal d'Inquisition contre les hérétiques cathares. Entre 1318 et 1325, au moins 34 interventions de ce tribunal dans la prison du château épiscopal de Jacques Fournier (futur Benoît XII), alors évêque de Pamiers et Seigneur des Allemans de 1317 à 1326. Quelques noms sont parvenus jusqu'à nous : Pèire Maury, berger de Montaillou et hérétique, y fut emprisonné, ainsi qu'Arnaud de Verniolles, sous-diacre apostat ; Pierre Clerc de Montaillou, Armand Tiseyre de Lordat, Jean Roques de la Salvetat, Pierre de Tignac... sont morts dans cette prison.
Aujourd'hui encore, quelques noms de rues rappellent ce passé : "rue du Pal", "rue de l'Inquisition", "rue du Bûcher"...

### Les guerres de Religion
Comme à Pamiers, Les Allemans fut le lieu d'affrontement lors des guerres de Religion. Ainsi, en 1621, le juge des Allemans (un Huguenot nommé Jean de Lacvivier) fait brûler l'église du village après y avoir fait donner 15 ou 16 canonnades.
Si l'église des Allemans a été brûlée par l'inquisition huguenote, c’est en raison de la forte opposition catholique locale contre l'instauration de l'édit de Nantes : le rattachement du comté au domaine royal, en tant que province de France, impose dans les villages la fidélité absolue au roi, mais permet aux seigneurs locaux de lutter brutalement contre toutes les formes d’hérésies pour imposer une seule religion (l'hérésie cathare dans le passé, mais cette fois celle de la religion catholique, non dominante dans ce comté huguenot désormais fidèle au roi, alors que Les Allemans était pourtant majoritairement catholique mais en rébellion contre le comté).
Les Allemans deviennent à cette date officiellement un village français, par ce nouvel écu qui impose par la force dans le comté, devenu province, l’ordre royal indépendamment de la religion. Cela ne se fera pas sans heurts dans le village, jusqu'à la révocation de l’édit puis la restauration du catholicisme d'État dans le royaume.

### Un lieu de résistance
Durant la Seconde Guerre mondiale, le domaine du château de Bonrepaux, qui avait appartenu à l'abbaye de Boulbonne, servit de caches et de boîtes à lettres pour la Résistance.

## Politique et administration

### Découpage territorial
La commune de Tour-du-Crieu est membre de la communauté de communes des Portes d'Ariège Pyrénées, un établissement public de coopération intercommunale (EPCI) à fiscalité propre créé le 5 octobre 2016 dont le siège est à Pamiers. Ce dernier est par ailleurs membre d'autres groupements intercommunaux.
Sur le plan administratif, elle est rattachée à l'arrondissement de Pamiers, au département de l'Ariège, en tant que circonscription administrative de l'État, et à la région Occitanie.
Sur le plan électoral, elle dépend du canton de Pamiers-2 pour l'élection des conseillers départementaux, depuis le redécoupage cantonal de 2014 entré en vigueur en 2015, et de la deuxième circonscription de l'Ariège  pour les élections législatives, depuis le redécoupage électoral de 1986.

### Administration municipale
Le nombre d'habitants au recensement de 2011 étant compris entre 2 500 habitants et 3 499 habitants, le nombre de membres du conseil municipal pour l'élection de 2014 est de vingt trois,.

## Population et société

### Démographie
L'évolution du nombre d'habitants est connue à travers les recensements de la population effectués dans la commune depuis 1793. Pour les communes de moins de 10 000 habitants, une enquête de recensement portant sur toute la population est réalisée tous les cinq ans, les populations de référence des années intermédiaires étant quant à elles estimées par interpolation ou extrapolation. Pour la commune, le premier recensement exhaustif entrant dans le cadre du nouveau dispositif a été réalisé en 2004.

En 2022, la commune comptait 3 268 habitants, en évolution de +3,09 % par rapport à 2016 (Ariège : +1,48 %, France hors Mayotte : +2,11 %).
| 1793 | 1800 | 1806 | 1821 | 1831 | 1836 | 1841 | 1846 | 1851 |
| ---- | ---- | ---- | ---- | ---- | ---- | ---- | ---- | ---- |
| 671  | 653  | 672  | 771  | 796  | 850  | 891  | 888  | 799  |

| 1856 | 1861 | 1866 | 1872 | 1876 | 1881 | 1886 | 1891 | 1896 |
| ---- | ---- | ---- | ---- | ---- | ---- | ---- | ---- | ---- |
| 846  | 850  | 844  | 771  | 824  | 802  | 800  | 781  | 778  |

| 1901 | 1906 | 1911 | 1921 | 1926 | 1931 | 1936 | 1946 | 1954 |
| ---- | ---- | ---- | ---- | ---- | ---- | ---- | ---- | ---- |
| 792  | 838  | 836  | 710  | 682  | 663  | 662  | 610  | 653  |

| 1962 | 1968 | 1975  | 1982  | 1990  | 1999  | 2004  | 2006  | 2009  |
| ---- | ---- | ----- | ----- | ----- | ----- | ----- | ----- | ----- |
| 616  | 745  | 1 162 | 1 640 | 2 011 | 1 978 | 2 172 | 2 221 | 2 581 |

| 2014  | 2019  | 2022  | - | - | - | - | - | - |
| ----- | ----- | ----- | - | - | - | - | - | - |
| 3 071 | 3 218 | 3 268 | - | - | - | - | - | - |

| selon la population municipale des années : | 1968 | 1975 | 1982 | 1990 | 1999 | 2006 | 2009 | 2013 |
| Rang de la commune dans le département      | 38   | 23   | 14   | 12   | 14   | 12   | 12   | 10   |
| Nombre de communes du département           | 340  | 328  | 330  | 332  | 332  | 332  | 332  | 332  |

Pamiers étant dorénavant saturé, La Tour-du-Crieu fait désormais office de "banlieue". On note une forte augmentation de la démographie depuis 2000, avec la construction de nombreuses habitations nouvelles sur des terres autrefois destinées à l'agriculture.

## Vie pratique

### Santé
La commune possède un centre médical (regroupement de 5 médecins), un kinésithérapeute, un dentiste, une pharmacie, un cabinet de sage-femme, un centre de massage, un cabinet infirmier, une kinésiologue spécialisée et enseignante Reiki.

### Enseignement
La Tour-du-Crieu fait partie de l'académie de Toulouse.
L'éducation est assurée sur la commune par une école maternelle, une élémentaires, un institut thérapeutique, éducatif et pédagogique (inauguré le 4 juin 2010), un service d'éducation spécialisée et de soins à domicile un centre de loisirs et une crèche.

### Services publics
- La Poste (avec DAB)

### Sport

#### Clubs
- Rugby à XV : l'Union Sportive Critourienne Verniollaise XV (USCV XV) équipe masculine fusionnée avec la ville voisine de Verniolle.
- Football : Association Sportive Critourienne (ASC) et équipe féminine : le Football Club Critouriens Féminin (FCCF).
- Pétanque critourienne.
- club de gymnastique : les écureuils critouriens.
- Club d'éducation canine et d'agility.

#### Équipements
Stade à ciel ouvert Marcel-Roudière (rugby, football), gymnase (sports en salle, mur d'escalade), salle de gymnastique, salle de musculation, boulodrome, terrain de tennis,

### Manifestations culturelles et festivités
Chaque année :
- Festival de spectacles de rue organisé par l'Association Culture et Loisirs pour l’Enfance et l’Adolescence[54]
- Exposition de peinture par les "Artistes Peintres Indépendants Ariègeois"[55]
- Bourse aux oiseaux exotiques
- Compétitions locales/régionales de gymnastique
- exposition de modèles réduits et maquettes proposée par le Club "Les Mordus Ariégeois de la maquette"[56]

La plaine s'étendant sur la commune ont permis d'accueillir des festivités de grande ampleur, parfois au grand dam de la population. Ainsi, les teknivals de décembre 2007 et de mai 2010, ainsi qu'un rassemblement évangélique de l'association Vie et Lumière en 2005.
En septembre 2015, La Tour-du-Crieu a fêté son centième anniversaire durant 3 jours de festivités.

### Écologie et recyclage
La collecte et le traitement des déchets des ménagés et des déchets assimilés ainsi que la protection et la mise en valeur de l'environnement se font dans le cadre du SMECTOM du Plantaurel,.

## Économie

### Revenus
En 2018, la commune compte 1 302 ménages fiscaux, regroupant 3 201 personnes. La médiane du revenu disponible par unité de consommation est de 21 430 € (19 820 € dans le département). 50 % des ménages fiscaux sont imposés (40,7 % dans le département).

### Emploi
| Division       | 2008  | 2013   | 2018   |
| -------------- | ----- | ------ | ------ |
| Commune        | 6,3 % | 9,7 %  | 7,9 %  |
| Département    | 8,9 % | 11,1 % | 11,2 % |
| France entière | 8,3 % | 10 %   | 10 %   |

En 2018, la population âgée de 15 à 64 ans s'élève à 1 844 personnes, parmi lesquelles on compte 77,2 % d'actifs (69,3 % ayant un emploi et 7,9 % de chômeurs) et 22,8 % d'inactifs,. Depuis 2008, le taux de chômage communal (au sens du recensement) des 15-64 ans est inférieur à celui de la France et du département.
La commune fait partie de la couronne de l'aire d'attraction de Pamiers, du fait qu'au moins 15 % des actifs travaillent dans le pôle,. Elle compte 387 emplois en 2018, contre 393 en 2013 et 301 en 2008. Le nombre d'actifs ayant un emploi résidant dans la commune est de 1 287, soit un indicateur de concentration d'emploi de 30,1 % et un taux d'activité parmi les 15 ans ou plus de 56,7 %.
Sur ces 1 287 actifs de 15 ans ou plus ayant un emploi, 156 travaillent dans la commune, soit 12 % des habitants. Pour se rendre au travail, 92,8 % des habitants utilisent un véhicule personnel ou de fonction à quatre roues, 1,5 % les transports en commun, 2,3 % s'y rendent en deux-roues, à vélo ou à pied et 3,3 % n'ont pas besoin de transport (travail au domicile).

### Activités hors agriculture

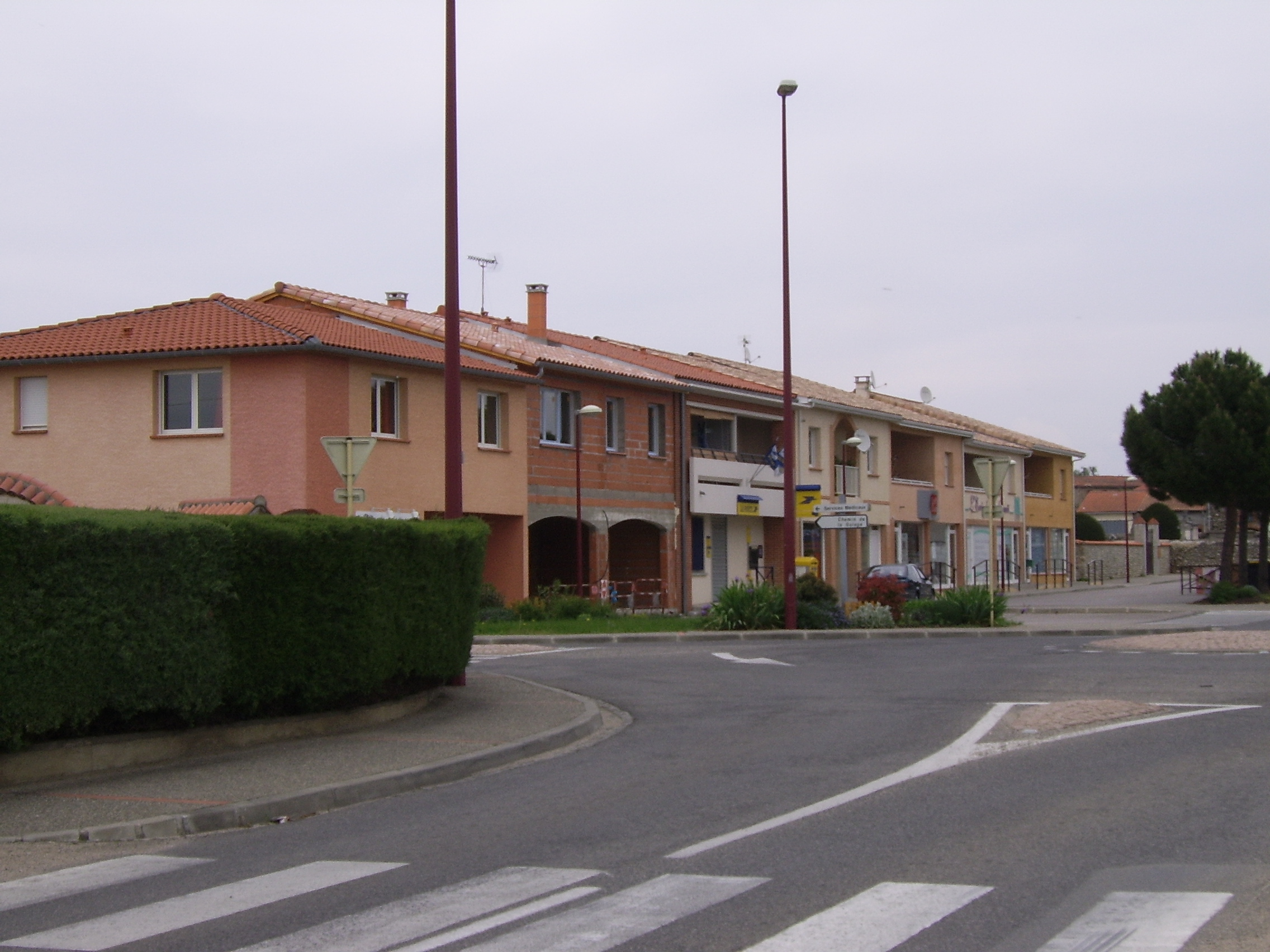
Le nouveau centre commercial

183 établissements sont implantés  à la Tour-du-Crieu au 31 décembre 2019. Le tableau ci-dessous en détaille le nombre par secteur d'activité et compare les ratios avec ceux du département,.
| Secteur d'activité                                                                                        | Commune | Commune | Département |
| Secteur d'activité                                                                                        | Nombre  | %       | %           |
| --- | ------- | ------- | ----------- |
| Ensemble                                                                                                  | 183     |         |             |
| Industrie manufacturière, industries extractives et autres                                                | 14      | 7,7 %   | (12,9 %)    |
| Construction                                                                                              | 31      | 16,9 %  | (14,2 %)    |
| Commerce de gros et de détail, transports, hébergement et restauration                                    | 47      | 25,7 %  | (27,5 %)    |
| Activités financières et d'assurance                                                                      | 6       | 3,3 %   | (2,8 %)     |
| Activités immobilières                                                                                    | 5       | 2,7 %   | (4,2 %)     |
| Activités spécialisées, scientifiques et techniques et activités de services administratifs et de soutien | 19      | 10,4 %  | (13,2 %)    |
| Administration publique, enseignement, santé humaine et action sociale                                    | 43      | 23,5 %  | (14,4 %)    |
| Autres activités de services                                                                              | 18      | 9,8 %   | (8,8 %)     |

Le secteur du commerce de gros et de détail, des transports, de l'hébergement et de la restauration est prépondérant sur la commune puisqu'il représente 25,7 % du nombre total d'établissements de la commune (47 sur les 183 entreprises implantées à La Tour-du-Crieu), contre 27,5 % au niveau départemental.
Les cinq entreprises ayant leur siège social sur le territoire communal qui génèrent le plus de chiffre d'affaires en 2020 sont : 
- Romaxe, supermarchés (731 k€)
- Creadapt, commerce de détail d'articles médicaux et orthopédiques en magasin spécialisé (493 k€)
- SARL Cabaussel Et Fils, commerce de détail alimentaire sur éventaires et marchés (208 k€)
- Roma, coiffure (177 k€)
- SARL Lesur, commerce de détail de journaux et papeterie en magasin spécialisé (113 k€)

Autres activités :
- Le flocon d'Ariège, la seule confiserie spécifique du département, est fabriquée artisanalement sur la commune. Le gâteau Castella est aussi fabriqué sur la commune (voir Cuisine ariégeoise)
- Sont apparus plusieurs bâtiments destinés au commerce, formant un centre commercial plutôt important pour une petite ville : alimentation générale et de détail, presse/tabac, services à la personne...

### Agriculture
La commune fait partie de la petite région agricole dénommée « Plaine de l'Ariège ». En 2010, l'orientation technico-économique de l'agriculture  sur la commune est la production de cultures générales.
|                                   | 1988 | 2000 | 2010 |
| --------------------------------- | ---- | ---- | ---- |
| Exploitations                     | 21   | 19   | 18   |
| Superficie agricole utilisée (ha) | 674  | 769  | 842  |

Le nombre d'exploitations agricoles en activité et ayant leur siège dans la commune est passé de 21 lors du recensement agricole de 1988 à 19 en 2000 puis à 18 en 2010, soit une baisse de 14 % en 22 ans. Le même mouvement est observé à l'échelle du département qui a perdu pendant cette période 48 % de ses exploitations. La surface agricole utilisée sur la commune a quant à elle augmenté, passant de 674 ha en 1988 à 842 ha en 2010. Parallèlement la surface agricole utilisée moyenne par exploitation a augmenté, passant de 32 à 47 ha.

## Culture locale et patrimoine

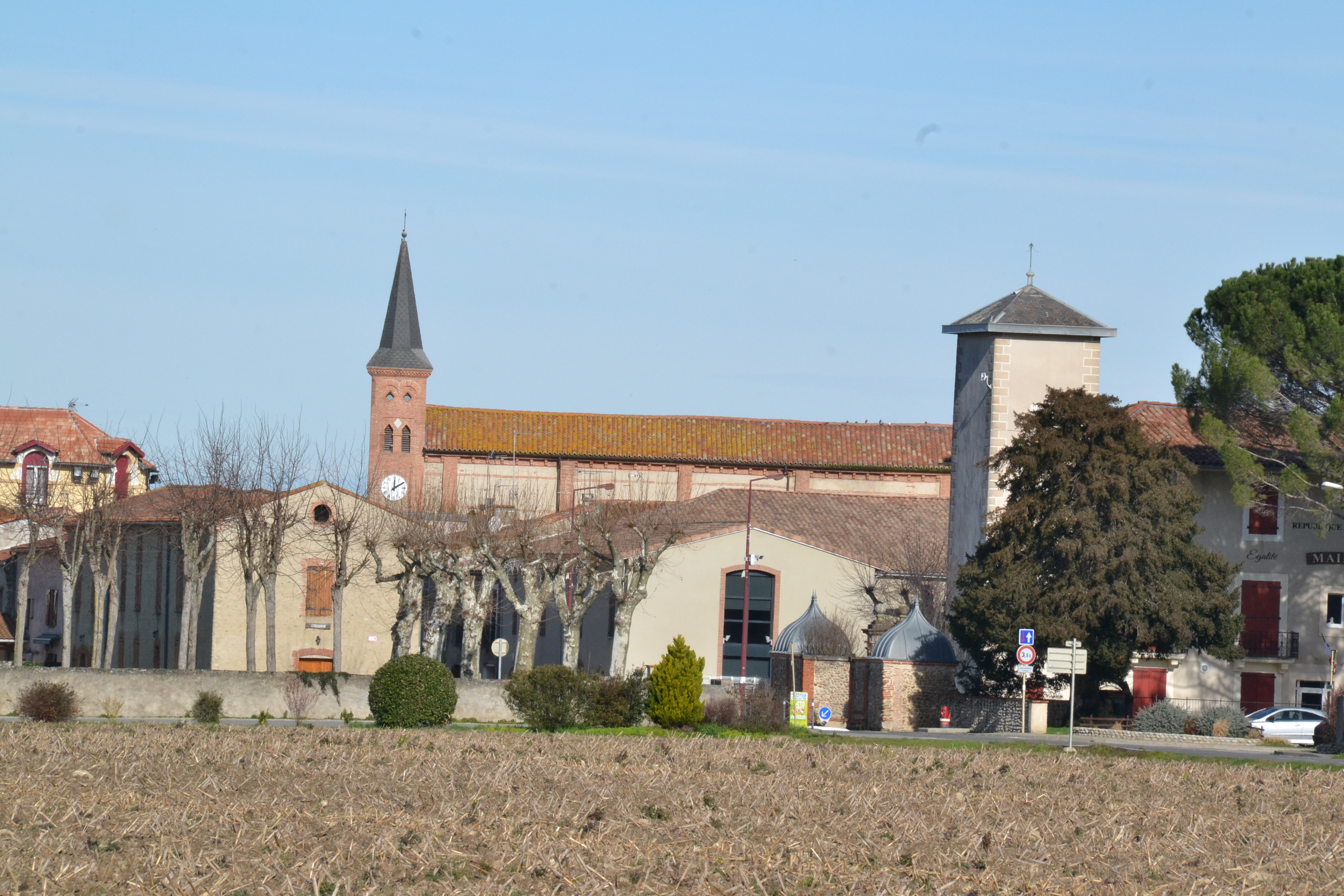
Vue sur l'église et la mairie.

### Lieux et bâtiments
- Église Saint-Paul, reconstruite après le XVIIe siècle. L'église est inscrite dans la Base Mérimée[64].
- Bâtisse nommée « Le Château » du XVIIe siècle, remaniée au XIXe siècle avec la création d'un parc. L'édifice aurait été la résidence des viguiers[65]. Il est à présent le siège de la mairie.
- Chapelle de l'Immaculée Conception, construite entre 1854 et 1864, elle a été restaurée en 1958[66],[67]. L'édifice est répertorié à l'Inventaire général Région Midi-Pyrénées[68].
- Château de Bonrepeaux (ou Bonrepos), du XVIIIe siècle (privé)

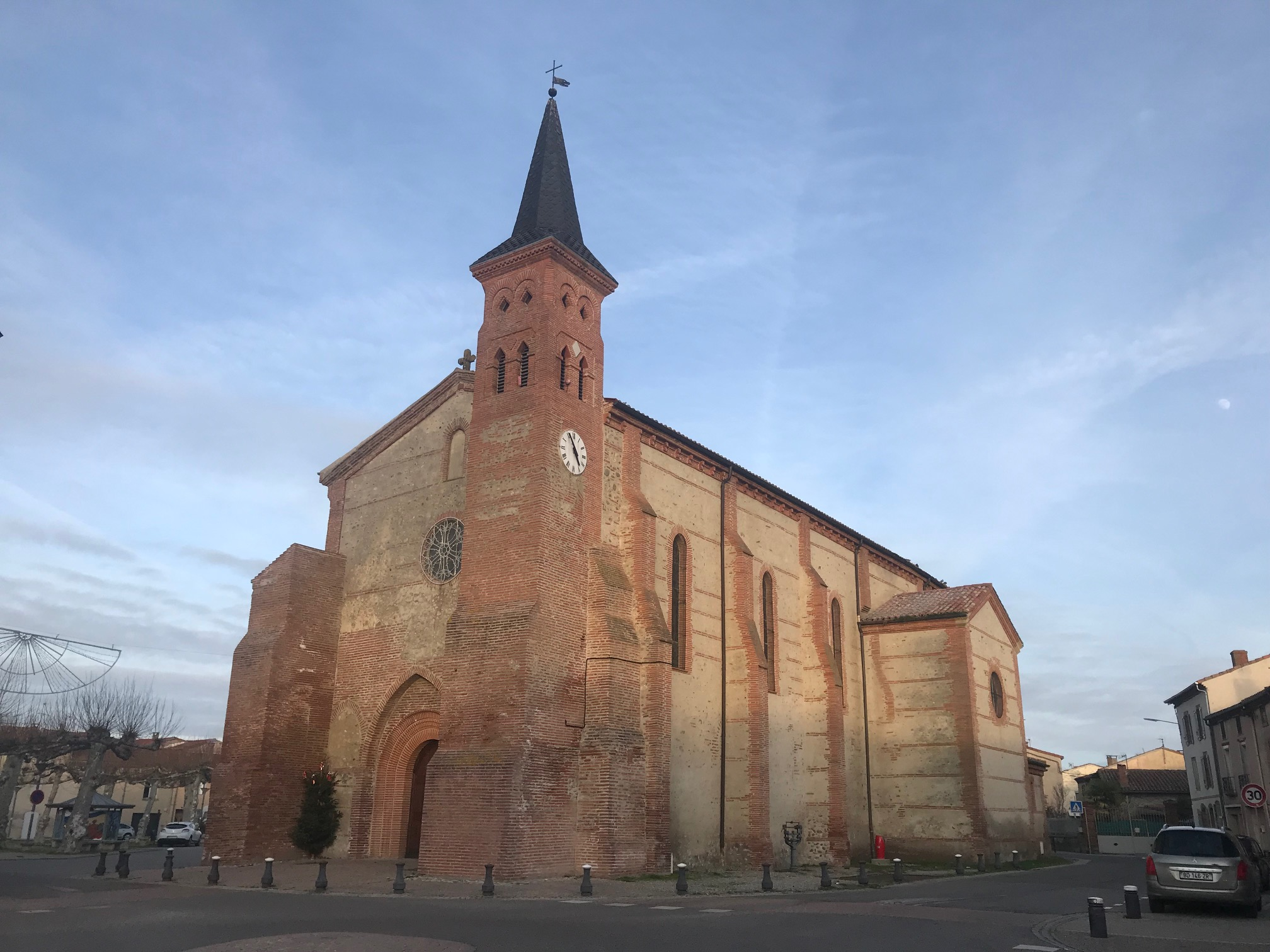
L'église Saint-Paul
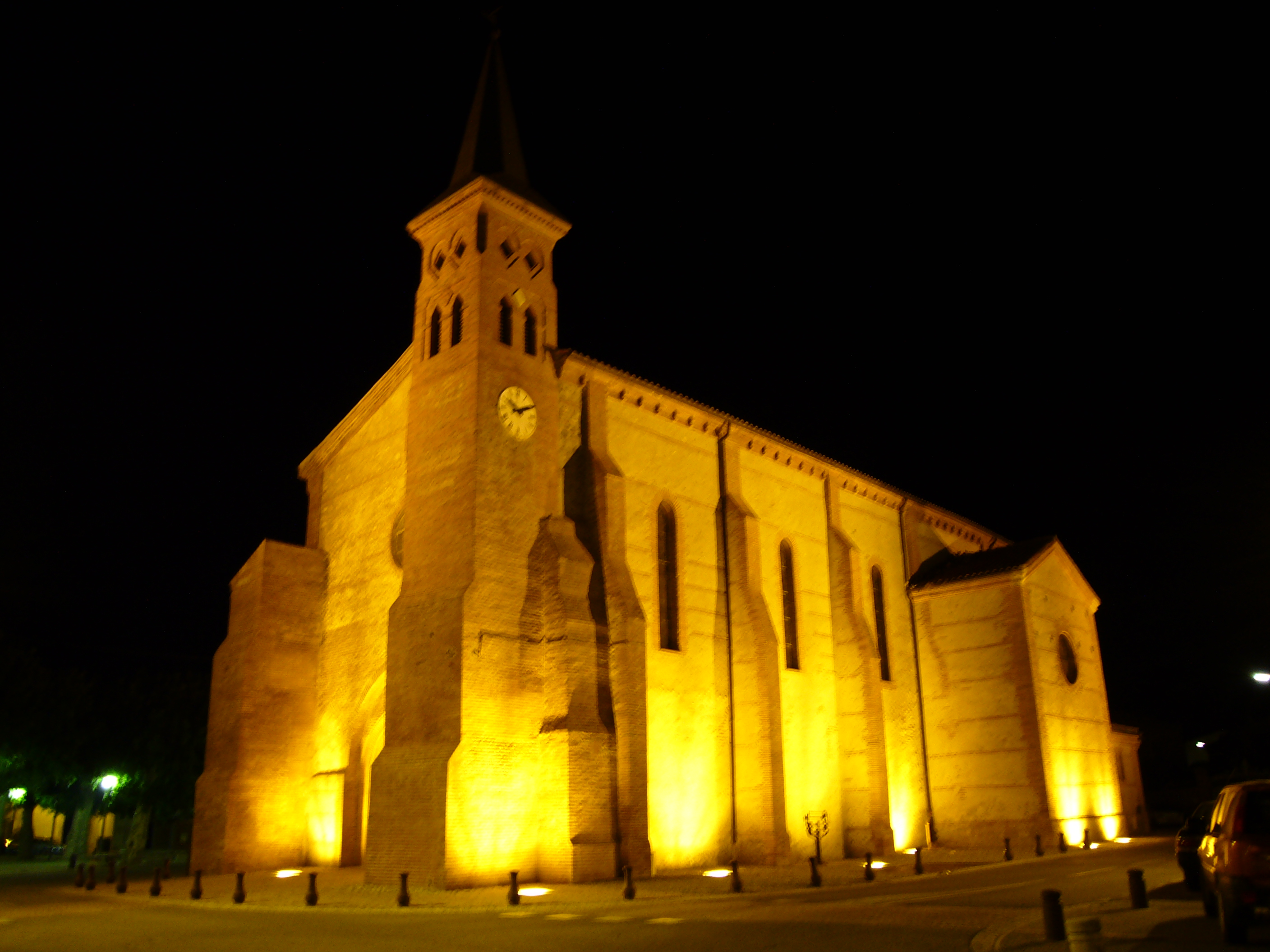
L'église Saint-Paul illuminée la nuit
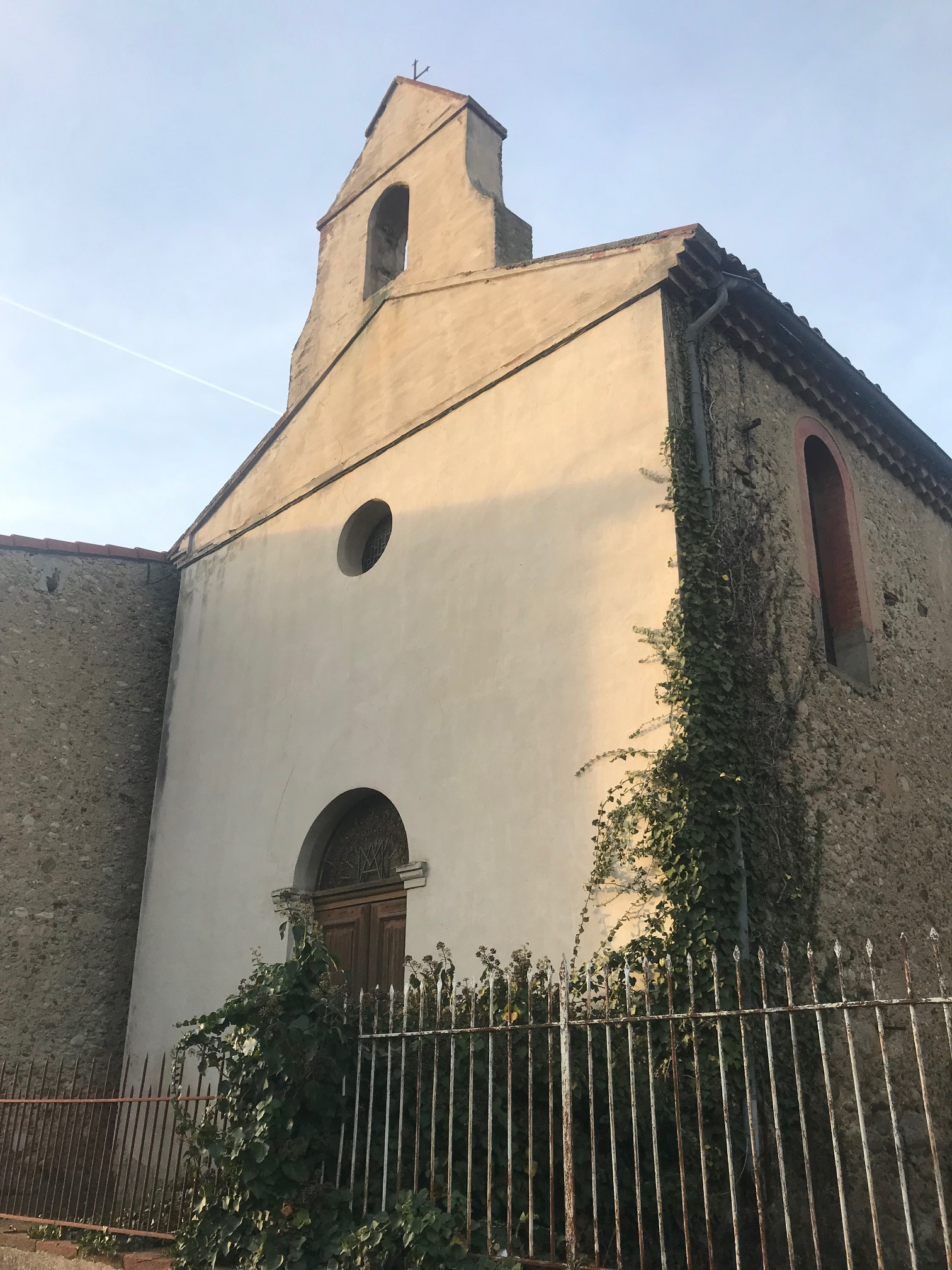
Chapelle de l'Immaculée-Conception
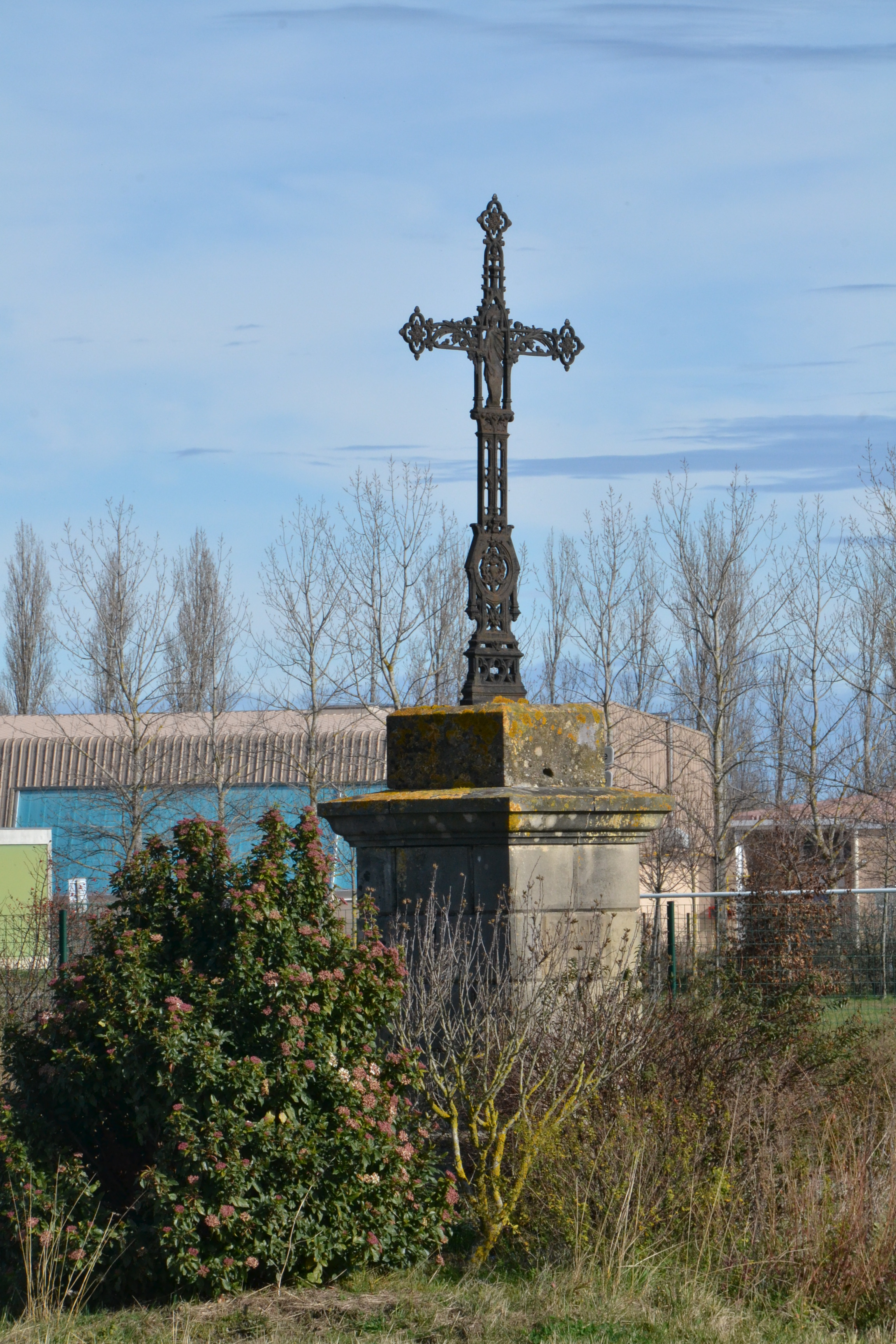
Monument avec une croix
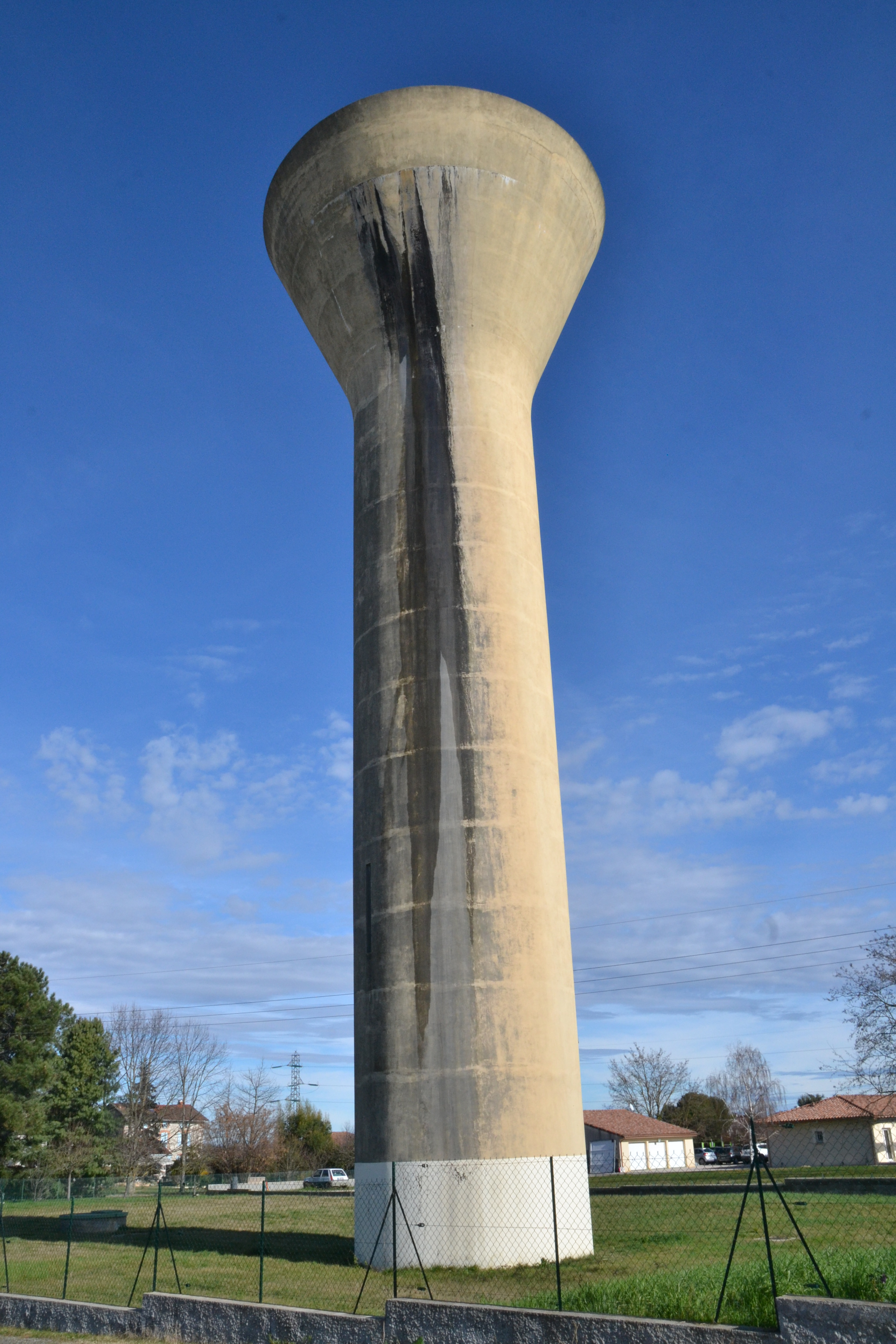
Le château d'eau
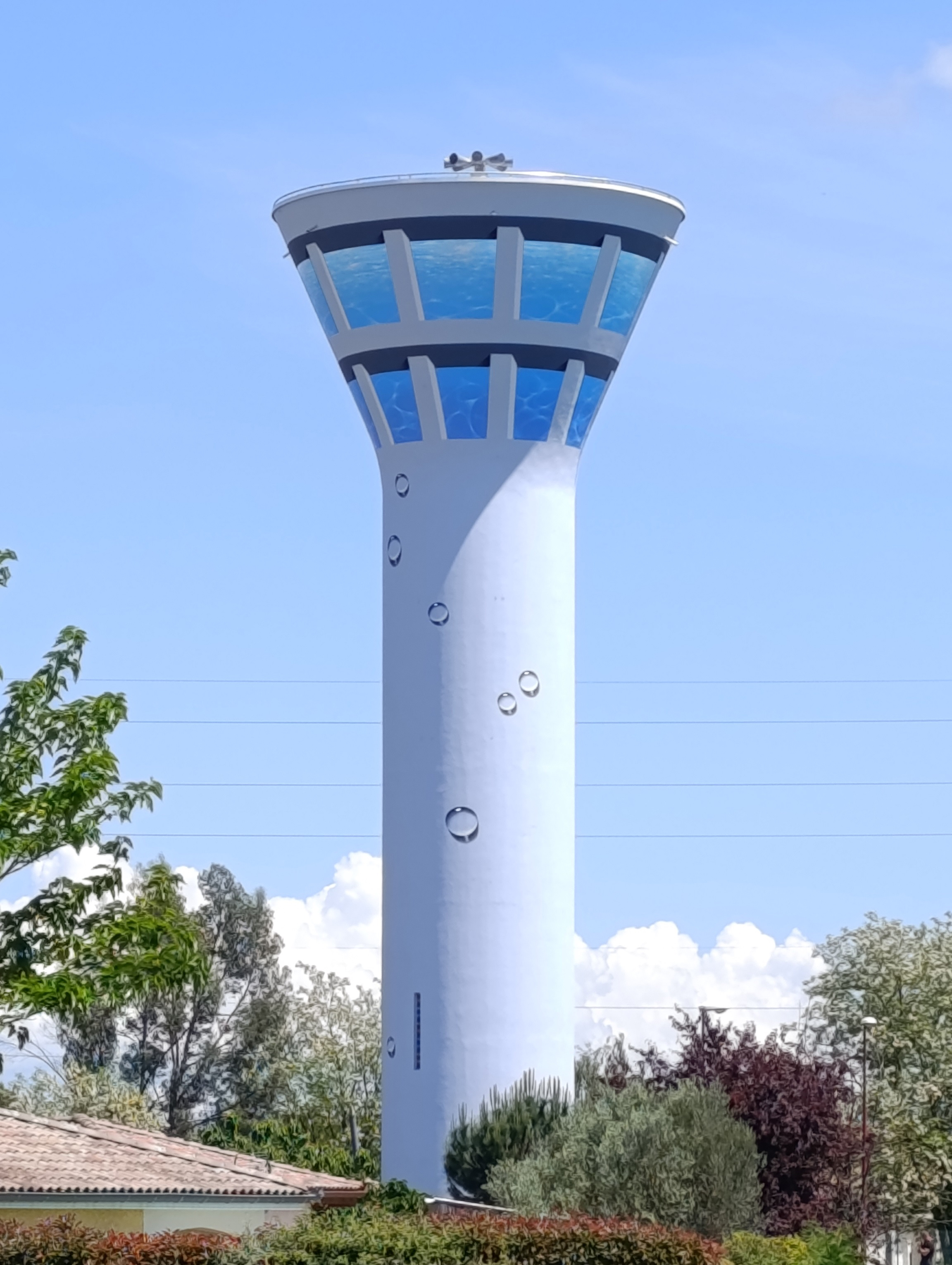
Fresque trompe l'oeil intitulée Tour de Contrôle Aquatique réalisée par l'artiste Frédéric Gracia sur le Château d'Eau de La Tour du Crieu en 2025
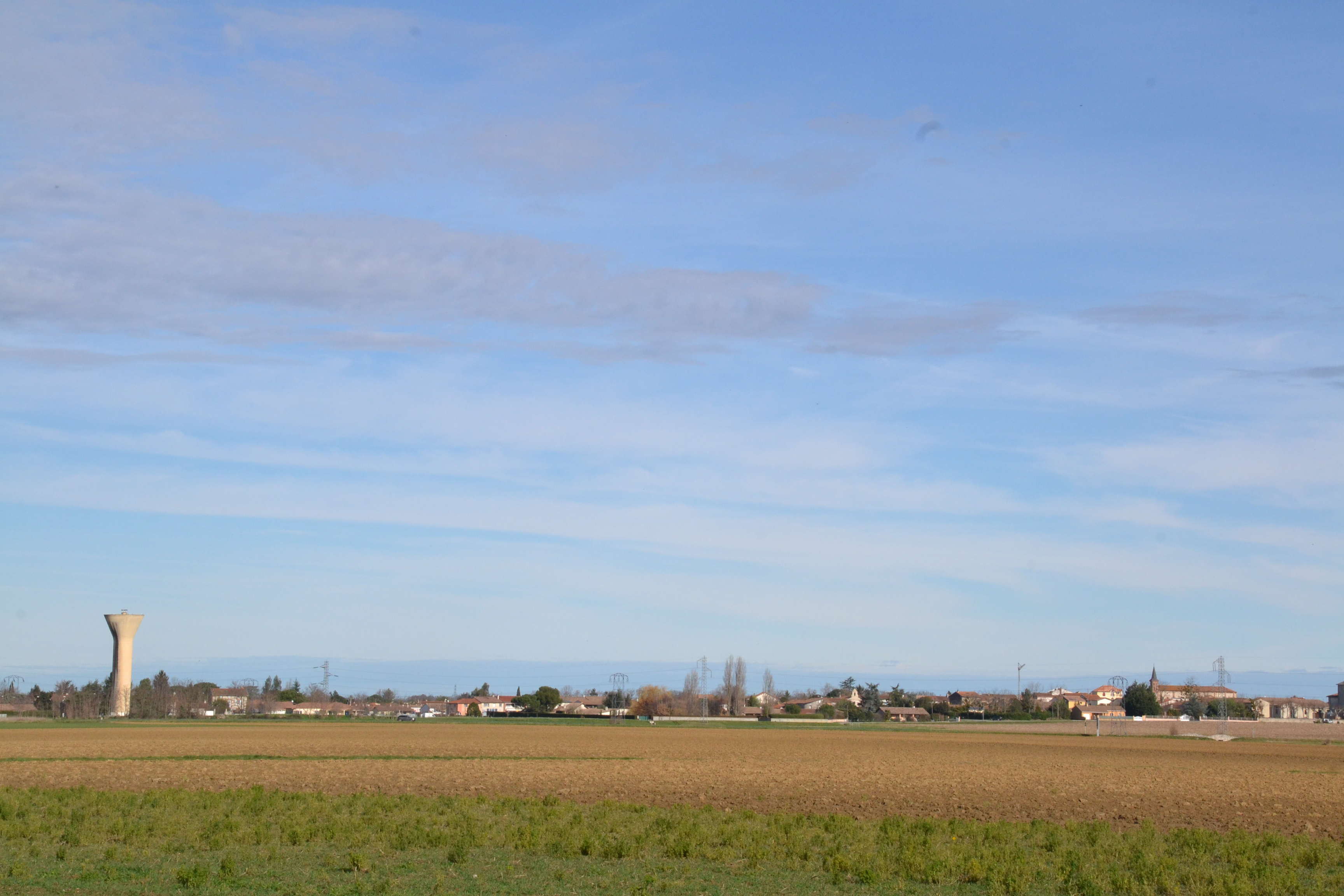
Vue générale.

### Personnalités liées à la commune
- Jean de Lacvivier (1560-1647), seigneur de Croiziers
- Joseph Almudever (1919-2021), militant communiste d'origine espagnole, combattant durant la guerre d'Espagne parmi les républicains puis les Brigades internationales. Après son exil en France, il s'installe à La Tour-du-Crieu[69],[70].

### Héraldique
| Blason de Tour-du-Crieu (La) | Blason  | (à compléter).                                   |
| Blason de Tour-du-Crieu (La) | Détails | Le statut officiel du blason reste à déterminer. |

C’est le plus ancien blason de La Tour-du-Crieu (alors appelé Saint-Paul-du-Crieu, puis Les Allemans), était aux couleurs de l’ancien Comté de Foix avant son rattachement au domaine royal français en 1607, après les guerres de religion contre les rébellions cathares puis huguenotes (avant l'instauration de l’édit de Nantes qui instaure le pouvoir royal partout en France, en échange d'une coexistence religieuse limitée et d'une autonomie politique et militaire pour certaines provinces).
| Blason de Tour-du-Crieu (La) | Blason  | De gueules à un château sommé de deux tours d’or, maçonné, ouvert et ajouré de sable à dextre, et à un arbre au naturel à senestre, le tout posé sur une terrasse de sinople chargée d’un ruisseau en filet en barre d'argent ; au chef cousu d’azur chargé de trois fleurs de lys d’argent. |
| Blason de Tour-du-Crieu (La) | Détails | Le statut officiel du blason reste à déterminer. |

Les lys symbolisent ici le domaine royal français auquel est rattaché, en 1607, à la suite de la promulgation de l’édit de Nantes, l’ancien comté de Foix (alors encore huguenot mais favorable à l'édit royal) dont faisaient partie le château et le village des Allemans.
En 1621, les catholiques des Allemans accepteront alors l'autorité royale avec ce nouveau blason, rebâtiront leur église sous l'autorité de l’évêché catholique de Pamiers, et rejetteront l'ancien blason du comté huguenot, devenu à son tour hérétique.
Ce n'est qu'avec la liberté religieuse à partir de l'Empire que les deux blasons pourront coexister culturellement. Mais aucun des deux n'a aujourd'hui de statut officiel depuis l'abolition des provinces et des religions d'État. Le premier symbolise aujourd'hui davantage la culture traditionnelle occitane, le second la culture et l'ordre français. Aucun des deux ne symbolise plus une religion plutôt qu'une autre mais ils rappellent chacun l'histoire tourmentée et les ravages des guerres de religion et de l'intolérance.

## Pour approfondir